# 原道村
原道村（はらみちむら）は埼玉県の北東部、北埼玉郡に属していた村。

## 地理
- 河川：利根川

## 歴史

### 村名の由来
合併した5村のうち、大きい村である「砂原村」と「道目村」から1文字ずつ取って名付けられた。当初は多くの住民が村名を「旭村」と希望したが、5村一致の意見ではなかったため、原道村が採用された。

### 年表
- 1889年（明治22年）4月1日 - 町村制施行により、弥兵衛村、佐波村、砂原村、細間村、道目村が合併し北埼玉郡原道村が成立する[4]。
- 1947年（昭和22年） - カスリーン台風により利根川が氾濫。村内の大半が冠水する被害に遭う。9月21日には水没した被災地を昭和天皇がボートで視察[5]。
- 1955年（昭和30年）1月1日 - 東村、元和村、豊野村と合併し大利根村となる[3]。

## 村長
| 代 | 氏名         | 就任年月日                | 退任年月日                 | 備考                   |
| -- | ------------ | ------------------------- | -------------------------- | ---------------------- |
| 1  | 曾根多賀蔵   |                           |                            |                        |
| 2  | 栗原藤兵衛   |                           |                            | 1896年（明治29年）時点 |
| 3  | 松村邦吉     |                           |                            | 1906年（明治39年）時点 |
| 4  | 小島豊吉     |                           |                            | 1917年（大正6年）時点  |
| 5  | 曾根磯右衛門 |                           |                            | 1925年（大正14年）時点 |
| 6  | 栗原多四郎   |                           |                            | 1928年（昭和3年）時点  |
| 7  | 曾根不二丸   |                           |                            | 1933年（昭和8年）時点  |
| 8  | 谷口伊兵衛   | 1936年（昭和11年）        | 1940年（昭和15年）         |                        |
| 9  | 篠崎広坪     | 1940年（昭和15年）        |                            |                        |
| 10 | 曾根不二丸   |                           |                            |                        |
| 11 | 台千知       | 1947年（昭和22年）4月30日 | 1948年（昭和23年）4月15日  |                        |
| 12 | 篠塚頼次     | 1948年（昭和23年）5月20日 | 1954年（昭和29年）12月31日 | 原道村廃止             |

## 人口
| 年月                   | 世帯数 | 人口    | 人口密度  | 出典     |
| ---------------------- | ------ | ------- | --------- | -------- |
| 1895年（明治28年）12月 |        | 3,043人 |           | [ 13 ]   |
| 1920年（大正09年）10月 | 527戸  | 2,789人 |           | 国勢調査 |
| 1925年（大正14年）     |        | 2,678人 |           | [ 15 ]   |
| 1930年（昭和05年）     |        | 2,827人 |           | [ 15 ]   |
| 1935年（昭和10年）10月 | 507戸  | 2,884人 | 410人/km2 | [ 15 ]   |
| 1940年（昭和15年）     | 493戸  | 2,764人 | 393人/km2 | [ 16 ]   |
| 1947年（昭和22年）10月 |        | 2,803人 |           | 国勢調査 |
| 1950年（昭和25年）10月 |        | 3,306人 | 470人/km2 | 国勢調査 |

## 産業
主な産業は農業であった。1950年時点の農業戸数は484戸、そのうち専業農家は312戸であった。

## 寺社
- 八坂神社
- 鷲神社 (佐波)
- 鷲神社 (弥兵衛)
- 鷲神社 (道目)